# 존 베처먼
존 베처먼 경(영어: Sir John Betjeman, 1906년 8월 28일 ~ 1984년 5월 19일)은 영국의 시인이다. 경묘한 서정시에 뛰어나며 일상생활에 잘 밀착하는 것이 특징이다. 1972년 루이스에 이어 계관 시인이 되었다. 저작으로 시집 《그치지 않는 이슬 Continual Dew》(1937) 《몇 송이 늦국화 A Few Late Chrysanthemums》(1954) 《시집 Collected Poems》(1958), 건축사 《사진으로 본 영국 건축사 A Pictorial History of English Architecture》(1972)》가 있다.

## 참고 자료
- 존 베처먼 - 두산세계대백과사전